# 小行星8348
小行星8348（英語：8348 Bhattacharyya）是一颗围绕太阳公转的小行星。1988年1月26日，R. Rajamohan在Kavalur发现了此天体。
这颗小行星的绝对星等为119.46205等。